# Boom boom beat/お江戸流れ星IV
「boom boom beat／お江戸流れ星IV」（ブン・ブン・ビート/おえどながれぼしフォー）は、PUFFYの23枚目のシングル。2007年7月18日にキューンレコードから発売された。

## 解説
「boom boom beat」はモード学園のCM曲として製作され、「お江戸流れ星IV」はテレビアニメ『大江戸ロケット』のオープニング曲として使用された。いずれの曲もスウェーデンのバンド、メリーメーカーズ（The Merrymakers）のアンダース・ヘルグレンとデビッド・マイアーが作曲を手掛けている。
「お江戸流れ星IV」の作詞を担当したピエール瀧は、「東京ナイツ」（アルバム『NICE.』に収録）でパフィーに作詞を提供しており、今回2回目の提供になる。

## 収録曲
1. boom boom beat [3:22]  
作詞：PUFFY、作曲：Anders Hellgren & David Myhr
2. お江戸流れ星IV [3:48] 
作詞：ピエール瀧、作曲：Anders Hellgren & David Myhr
3. きみがすき [2:17]  
作詞：吉村由美、作曲：Linus of Hollywood